# Martinus Theunis Steyn
Martinus Theunis Steyn (ur. 2 października 1857 w Winburgu – zm. 28 listopada 1916 w Bloemfontein) – burski polityk, prezydent Oranii w latach 1896–1902.
Steyn urodził się w Winburg w Wolnym Państwie Oranii. Po ukończeniu studiów w Grey College pojechał do Holandii, gdzie studiował prawo na Universiteit Leiden. Później udał się do Wielkiej Brytanii, gdzie podjął studia w Inner Temple, które ukończył w 1882. Po powrocie do Południowej Afryki pracował w Bloemfontein jako adwokat. W 1889 Steyn rozpoczął pracę prawniczą w strukturach państwa orańskiego. Po kilku miesiącach został drugim, a w 1893 pierwszym sędzią sądu najwyższego. W roku 1895, po rezygnacji prezydenta Francisa Reitza, był kandydatem na jego następcę. W lutym 1896 Steyn odniósł w wyborach zdecydowane zwycięstwo i 4 marca objął prezydencki urząd. 
Po wybuchu w 1899 II wojny burskiej, wspólnie z Transwalem, walczył przeciw najazdowi brytyjskiemu. Po zajęciu przez Brytyjczyków Oranii prezydent przeniósł swój rząd na emigrację do innych państw burskich. W kwietniu 1902 roku wziął udział w rozmowach pokojowych w Klerksdorp, ale z powodu choroby nie podpisał Traktatu z Vereeniging w Pretorii 31 maja, w czym zastąpił go Christiaan Rudolf de Wet. Traktat zakończył istnienie niepodległej Oranii.
W lipcu 1902 cierpiący na miastenię Steyn popłynął do Europy, gdzie pozostał do jesieni 1904 roku. Po powrocie do Afryki udzielał się politycznie, m.in. był w Związku Południowej Afryki założycielem Partii Południowoafrykańskiej, którą w 1914 opuścił wraz z Barrym Hertzogiem by utworzyć nową Partię Narodową.
Zmarł w roku 1916 w wieku 59 lat.